# Quo Vadis (tiểu thuyết)
Quo Vadis: Tiểu thuyết về thời Nero (tiếng Ba Lan: Quo vadis. Powieść z czasów Nerona) còn được gọi tắt với tên Quo Vadis là một tiểu thuyết lịch sử được sáng tác bởi văn hào Henryk Sienkiewicz, người Ba Lan. Quo Vadis trong tiếng Latinh có nghĩa là "Ngài đi đâu?". Câu hỏi này liên hệ quan đến một truyền thuyết Kitô giáo: Đang khi Phêrô chạy trốn để tránh khỏi việc bị kết án đóng đinh ở Rôma, Phêrô đã gặp Chúa Giêsu, ông hỏi Chúa: "Quo vadis, Domine?" ("Lạy Chúa, Ngài đang đi đâu?"), Chúa Giêsu trả lời: "Eo Romam crucifigi iterum" ("Ta vào thành Rôma để chịu đóng đinh một lần nữa") - ngụ ý nhắc nhở Phêrô phải can đảm tiếp tục sứ vụ của mình. Cuối cùng, ông đã quay trở thành Rôma để chịu kết án.

## Bối cảnh sáng tác
Năm 1912, trong bức thư viết cho nhà khảo cổ và cũng là nhà phê bình văn học Pháp Boyer d'Agen, Henryk Sienkiewicz cho biết nguồn cảm hứng đề ông viết tác phẩm này bắt đầu vào năm 1893 khi ông có dịp thăm nhà thờ Quo Vadis (Chiesa del Domine Quo Vadis) tại Roma. Ngôi nhà thờ này được dựng nên tại nơi Phêrô gặp Giê-su khi ông chạy trốn. Theo truyền thuyết của Hội Thánh, khi cơn bách hại Kitô giáo tại Rome dâng cao, Phê-rô định bỏ chạy khỏi thành phố. Khi ông vừa ra khỏi thành, ông gặp Giê-su đi vào. Phêrô dùng câu hỏi, mà ông từng hỏi Chúa trong Phúc Âm Giăng 13:36, để hỏi: "Lạy Chúa! Ngài đi đâu?" Giê-su trả lời: "Vì ngươi bỏ dân ta nên ta vào Rome để bị đóng đinh lần thứ hai." Nghe câu nói đó, Phêrô tỉnh ngộ, quay lại Rome và cùng chịu tử vì đạo với những tín hữu tại đó.

## Nội dung
Quo Vadis thuật lại chuyện tình giữa một thiếu nữ Cơ-đốc, tên là Lygia (hoặc Ligia trong tiếng Ba Lan), và Marcus Vinicius, một quý tộc La mã. Chuyện xảy ra tại thành Roma dưới thời hoàng đế Nero khoảng năm 64.

## Giá trị
Trước khi viết tiểu thuyết này, Sienkiewicz đã nghiên cứu rất kỹ về Đế quốc La mã với mục đích trích dẫn các dữ kiện lịch sử được chính xác. Do đó, có một số nhân vật lịch sử xuất hiện trong tác phẩm. Nhìn chung, tác phẩm truyền tải một thông điệp mạnh mẽ ủng hộ Cơ-đốc giáo. Ngoài ra, tác phẩm cũng gián tiếp giải thích về nguồn gốc sâu xa của Cơ-đốc giáo tại Ba Lan. Lygia, nhân vật nữ trong câu chuyện, là công chúa của bộ tộc Lygia, tiền thân của người Ba Lan hiện nay.
Tác phẩm được viết vào mùa xuân năm 1895 tại Warsaw và hoàn tất ngày 18/02/1896 tại Nice. Vào năm 1895, tác phẩm được in từng phần trên ba nhật báo Ba Lan tại các thành phố Warsaw, Poznań và Kraków. Vài tháng sau khi tác phẩm hoàn thành, năm 1896 nhà xuất bản Genethner & Wolff in thành sách (3 tập). Hiện nay, Quo Vadis đã được dịch ra hơn 50 ngôn ngữ. Cuốn tiểu thuyết này đã giúp Sienkiewicz đoạt giải Nobel Văn học vào năm 1905.
Nhiều phim đã được dựng dựa trên Quo Vadis. Phim nổi tiếng nhất là phim do Hollywood sản xuất Quo Vadis vào năm 1951. Đây cũng là phim ăn khách nhất tại Hoa Kỳ vào năm đó.

## Những nhân vật trongQuo Vadis
- Marcus Vinicius là một nhân vật lịch sử. Ông là một sĩ quan cao cấp và là một quý tộc La Mã, vừa trở lại Rome. Khi về đến nơi, Marcus gặp và yêu Ligia. Ông hỏi ý kiến của người cậu của mình là Petronius làm thế nào để sở hữu nàng.
- Calina là một nhân vật hư cấu. Đây là tên thật của thiếu nữ này nhưng mọi người gọi nàng là Lygia. Lygia con gái của một vua Lygians đã băng hà. Lygians là một bộ tộc dã man, do đó thiếu nữ này được biết dưới tên cô gái Lygia. Ligia hiện đang bị giữ làm con tin bởi Quốc hội và dân chúng Rome. Cô bị quên lãng nhiều năm bởi dân tộc mình. Là một người đẹp tuyệt vời, cô cũng là một Cơ-đốc nhân - một điều mà Marcus không biết.
- Gaius Petronius là một nhân vật lịch sử. Ông được biết đến với danh hiệu là "người điều tiết lịch lãm", vốn là cựu thống đốc của Bythinia. Petronius là thành viên của triều đình Nero. Ông dùng sự khôn ngoan của mình vừa nịnh bợ vừa châm chọc Nero. Petronius được người La Mã thích vì những quan điểm phóng khoáng. Với một chút làm biếng và vô đạo đức, ông cố gắng giúp người cháu của mình, nhưng âm mưu xảo quyệt của ông đã bị những người bạn Cơ-đốc của Lygia ngăn trở.
- Eunice là một nhân vật hư cấu. Eunice là một nô lệ trong nhà Petronius. Eunice là một phụ nữ Hy Lạp xinh đẹp, nàng yêu ông chủ mình, mà ông không hề biết.
- Chilon Chilonides là một nhân vật hư cấu. Chilon là một kẻ bịp bợm và là một thám tử tư. Ông được Marcus mướn đi tìm Lygia. Trong nhiều bộ phim, nhân vật này bị loại bỏ, ngoại trừ loạt phim nhiều tập do Ba Lan sản xuất vào năm 2001. Tuy nhiên trong tiểu thuyết, Chilon đóng một vai trò quan trọng. Một kẻ phản bội đôi và kết cuộc của hắn là nguồn cảm hứng từ Thánh Dismas.
- Nero là một nhân vật lịch sử. Nero được minh họa như là một hoàng đế bất tài, nhỏ mọn và tàn ác, bị thao túng bởi quần thần. Ông thích nghe lời của những kẻ tâng bốc và dối gạt.
- Tigellinus là một nhân vật lịch sử. Tigellinus là thủ lĩnh quyền uy của Đội Ngự Lâm Praetorian. Ông là đối thủ của Petronius trong việc giành ân huệ của Nero và là người xúi giục Nero làm nhiều điều gian ác.
- Poppaea Sabina là một nhân vật lịch sử, là vợ của Nero. Bà vô cùng ghen ghét Lygia.
- Claudia Acte là một nhân vật lịch sử. Bà là một nô lệ và từng là người tình của Nero. Nero đã chán và quên lãng Claudia, nhưng bà vẫn còn yêu ông. Bà nghiên cứu niềm tin Cơ-đốc, nhưng nghĩ mình không xứng đáng để theo đạo.
- Aulus Plautius là một nhân vật lịch sử. Ông là một đại tướng La Mã đáng kính đã về hưu. Aulus đã lãnh đạo cuộc chinh phục Anh Quốc. Aulus dường như không biết - hay không muốn biết - rằng Pomponia, vợ của ông, và Lygia, con gái nuôi, là những người theo Cơ-đốc giáo.
- Pomponia Graecina là một nhân vật lịch sử, đã theo Cơ-đốc giáo. Bà rất được kính trọng. Aulus và Pomponia là cha mẹ nuôi của Lygia nhưng họ không biết làm thế nào để hợp thức hóa việc này. Theo luật La Mã, Lygia vẫn là con tin của nước La Mã, tức thuộc về hoàng đế, nên cặp vợ chồng già này chỉ có trách nhiệm chăm nom mà thôi.
- Ursus là nhân nhân vật hư cấu, là người bảo vệ Lygia. Là người cùng bộ tộc với Lygia, Ursus từng phục vụ người mẹ quá cố của Lygia. Ursus rất trung thành với công chúa của mình. Là một tín hữu Cơ-đốc, Ursus cố gắng vâng giữ những lời dạy dỗ trong niềm tin Cơ-đốc mặc cho kích thước to lớn, sức mạnh và đầu óc thiếu văn minh của mình. Ông được minh họa như là một nhà quý tộc của những người thiếu văn minh.
- Thánh Phêrô là một nhân vật lịch sử. Ông được mô tả là một cụ già mệt mỏi với trách nhiệm phải rao truyền sứ điệp về Đấng Cứu Thế. Phêrô kinh ngạc về quyền lực của La Mã và sự tàn ác của hoàng đế Nerô, người mà ông gọi là Con Thú. Đôi khi Phêrô hoang mang không biết mình có thể tiếp tục gieo và bảo vệ 'hạt giống tốt' của niềm tin Kitô hay không.
- Thánh Phao-lô là một nhân vật lịch sử. Ông là người nhận trách nhiệm chính mình cải đạo Marcus.
- Crispus là nhân vật hư cấu. Ông coi Kitô hữu là những người gần như cuồng tín.
- Galba là nhân vật lịch sử và là vị hoàng đế kế nhiệm Nero.
- Epaphroditus là nhân vật lịch sử và là một cận thần đã giúp Nero tự sát.

## Dữ kiện lịch sử
Sienkiewicz liên hệ một số sự kiện lịch sử và mang vào tiểu thuyết của ông, tuy nhiên sự chính xác của một vài sự kiện trong số những sự kiện đó cần phải được xem xét. 
- Vào năm 57, Pomponia bi buộc tội thực hành những "mê tín ngoại quốc," từ ngữ thường được hiểu là theo Cơ-đốc giáo. Tuy nhiên, đến lúc đó Cơ-đốc giáo vẫn chưa hình thành rõ ràng. Theo truyền thống cổ xưa của La Mã, Pomponia bị xử tại tòa án gia đình bởi chính người chồng của mình là Aulus, (vị gia trưởng), nhưng sau đó được tha bổng. Dầu vậy, những dòng chữ khắc trên hầm mộ của Thánh Callistus tại Rome ám chỉ rằng những thành viên của gia đình Graecina thật sự là những tín hữu Cơ-đốc.
- Lời đồn rằng Vespasian ngủ gục trong lúc bài hát của Nero được ký thuật bởi Suetonius chép trong Lives of the Twelve Caesars.
- Cái chết của Claudia Augusta, đứa con duy nhất của Nero, vào năm 63.
- Những Trận Đại Hỏa Hoạn tại Rome diễn ra vào năm 64, mà tiểu thuyết cho rằng được gây nên bởi những sắc luật của Nero. Chưa có bằng chứng rõ ràng nào ủng hộ quan điểm này, và cũng nên nói rằng hỏa hoạn rất phổ biến tại Rome vào thời đó.
- Việc tự tử của Petronius hoàn toàn dựa vào ghi chú của Pliny the Elder.

## Những tương tự với vở kịch của Barrett
Năm 1896, lúc Quo Vadis được in thành sách, cũng là năm mà nhà quản lý kịch sĩ Wilson Barrett sản xuất vở kịch Dấu Thập Tự rất thành công trên sân khấu. Mặc dầu Barrett không bao giờ nhìn nhận nhưng vài dữ kiện trong vở kịch rất giống những tình tiết tương tự trong Quo Vadis. Trong cả hai, một quân nhân La Mã tên là Marcus yêu một thiếu nữ Cơ-đốc và mong muốn sở hữu cô. Trong tiểu thuyết tên thiếu nữ là Ligia nhưng trong vở kịch là Mercia. Nero, Tigellinus và Poppea là những nhân vật chính cả trong vở kịch và tiểu thuyết, và trong cả hai, Poppea say mê theo đuổi Marcus. Tuy nhiên, Petronius, không xuất hiện trong Dấu Thập Tự, và kết cuộc trong vở kịch khác hơn đoạn kết của Quo Vadis.